# Timmiales
Timmiales är en ordning av bladmossor som först beskrevs av M.Fleisch., och fick sitt nu gällande namn av Ryszard Ochyra. Timmiales ingår i klassen egentliga bladmossor, divisionen bladmossor, och riket växter.
Ordningen innehåller bara familjen Timmiaceae.